# Intranet
Intranet – niepubliczna sieć telekomunikacyjna, do której dostęp może być uzyskiwany z punktów dostępu usytuowanych w jednej strukturze organizacyjnej lub organizacji.
Po zamontowaniu serwera umożliwiającego korzystanie w obrębie sieci LAN z usług takich, jak strony WWW, poczta elektroniczna itp., czyli usług typowo internetowych, można mówić o intranecie. Do intranetu dostęp mają zazwyczaj tylko pracownicy danej organizacji.
Intranet przypomina Internet, z tym jednak zastrzeżeniem, że jest ograniczony do wąskiej grupy użytkowników (np. pracowników organizacji).
Kiedyś intranety działały tylko w zamkniętych sieciach wewnętrznych firm. W obecnych czasach intranet wychodzi poza firmę (można się zalogować do zasobów firmy z Internetu, np. poprzez login i hasło lub bardziej zaawansowane zabezpieczenia).
Przykładem intranetu jest północnokoreański Kwangmyong – sieć przeznaczona dla mieszkańców tego kraju, którzy poza nielicznymi wyjątkami nie mają dostępu do ogólnoświatowego Internetu.

## Funkcje intranetu
W początkowej fazie rozwoju intranety były biuletynami informacyjnymi (niektóre firmy mogły zrezygnować z dotychczasowego biuletynu wydawanego w formie drukowanej). Obecnie intranet może pełnić więcej funkcji, na przykład dostęp do innych systemów sieci lokalnej.
Intranet umożliwia rozproszone korzystanie z następujących elementów:
- systemu wymiany danych dla działów firmy (księgowości, działu kadr, magazynu itp.)
- systemu pracy grupowej
- systemu obsługi klienta i CRM
- biuletynu informacyjnego.